# رالف توماس
رالف توماس (بالإنجليزية: Ralph Thomas)‏ هو لاعب كرة قدم أمريكية أمريكي، ولد في 16 ديسمبر 1929 في كينوشا في الولايات المتحدة.